# راس فینگلد
راس فینگلد (به انگلیسی: Russ Feingold) سناتور پیشین عضو حزب دموکرات ایالات متحده آمریکا بود. وی از سال ۱۹۹۳ تا ۲۰۱۱ میلادی سناتور ایالت ویسکانسین در مجلس سنای ایالات متحده آمریکا بود.